# Каланда

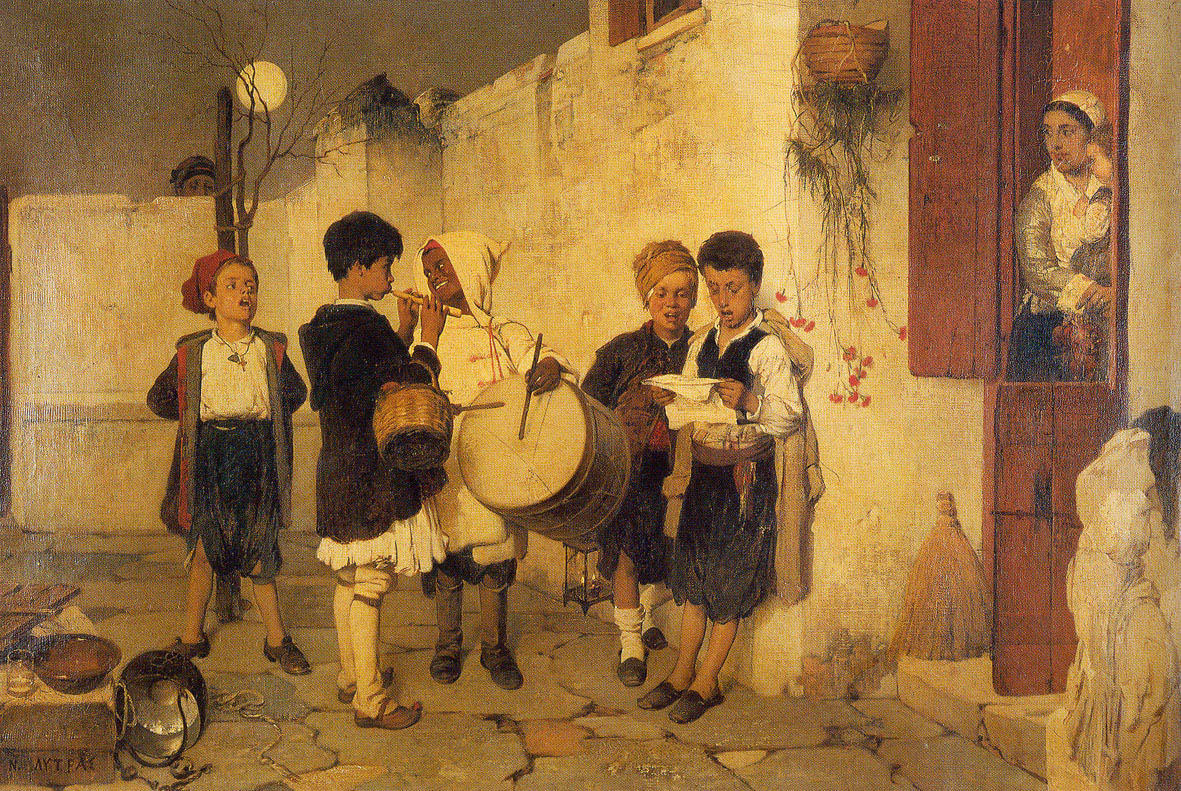
Діти, що співають каланду, Нікіфорос Літрас

Каланда — грецька різдвяна пісня, відповідних українських колядок. Пісні каланда виконуються усі 12 днів між Різдвом 25 грудня і Теофанією 6 січня.

## Історія
Слово «каланда» походить від латинського слова Calenda, що означає «початок місяця». Водночас латинське Calenda походить від грецького слова καλώ — «закликаю». Звичай співати пісні каланда виник у Стародавній Греції раніше, ніж в Давньому Римі, вони славили початок місяця чи іншого важливого періоду.

## Традиції
Зазвичай пісня каланда співають діти у віці до 14 років, але також і дорослі чоловіки як по одному, так і групами, заходячи в будинки, магазини, інші громадські місця. Спів зазвичай супроводжується музичним трикутником, але часто можна побачити й інші музичні інструменти.
Пісні висловлюють побажання щастя і довголіття, співаків зазвичай обдаровують подарунками (в старовину) або дрібними грошима (сьогодні).